# Saint-Erme-Outre-et-Ramecourt
Saint-Erme-Outre-et-Ramecourt település Franciaországban, Aisne megyében. Lakosainak száma 1700 fő (2022. január 1.). Saint-Erme-Outre-et-Ramecourt Amifontaine, Courtrizy-et-Fussigny, Goudelancourt-lès-Berrieux, Mauregny-en-Haye, Montaigu, Saint-Thomas és Sissonne községekkel határos.

## Népesség
A település népessége az elmúlt években az alábbi módon változott:
| Lakosok száma | 1578 | 1818 | 1867 | 1827 | 1883 | 1780 | 1726 | 1716 | 1711 | 1700 |
|               | 1968 | 1982 | 1990 | 2006 | 2013 | 2015 | 2017 | 2019 | 2020 | 2022 |